# Basilica di San Nicola
La basilica di San Nicola, nel cuore della città vecchia di Bari, è un importante edificio di culto della Chiesa cattolica, tra i principali luoghi dell'ecumenismo tra le Chiese cristiane.
Costituisce uno degli esempi più significativi di architettura del romanico pugliese.
Si tratta di una basilica pontificia, ossia il suo affidamento ad un determinato ordine religioso spetta direttamente alla Santa Sede. Questo nuovo status giuridico risale al 1929 (Patti Lateranensi), quando lo Stato italiano, incamerando tutte le proprietà della basilica, rinunciava alla "palatinità" (gestione diretta del re sulla vita del clero) e immetteva la Santa Sede in questa giurisdizione.
Nel 1951, ponendo fine all'istituzione del capitolo dei canonici che serviva nella chiesa dalla prima metà del XII secolo, la basilica fu affidata all'Ordine domenicano che ancora presta il suo servizio prestando una particolare attenzione agli aspetti ecumenici.

## Storia

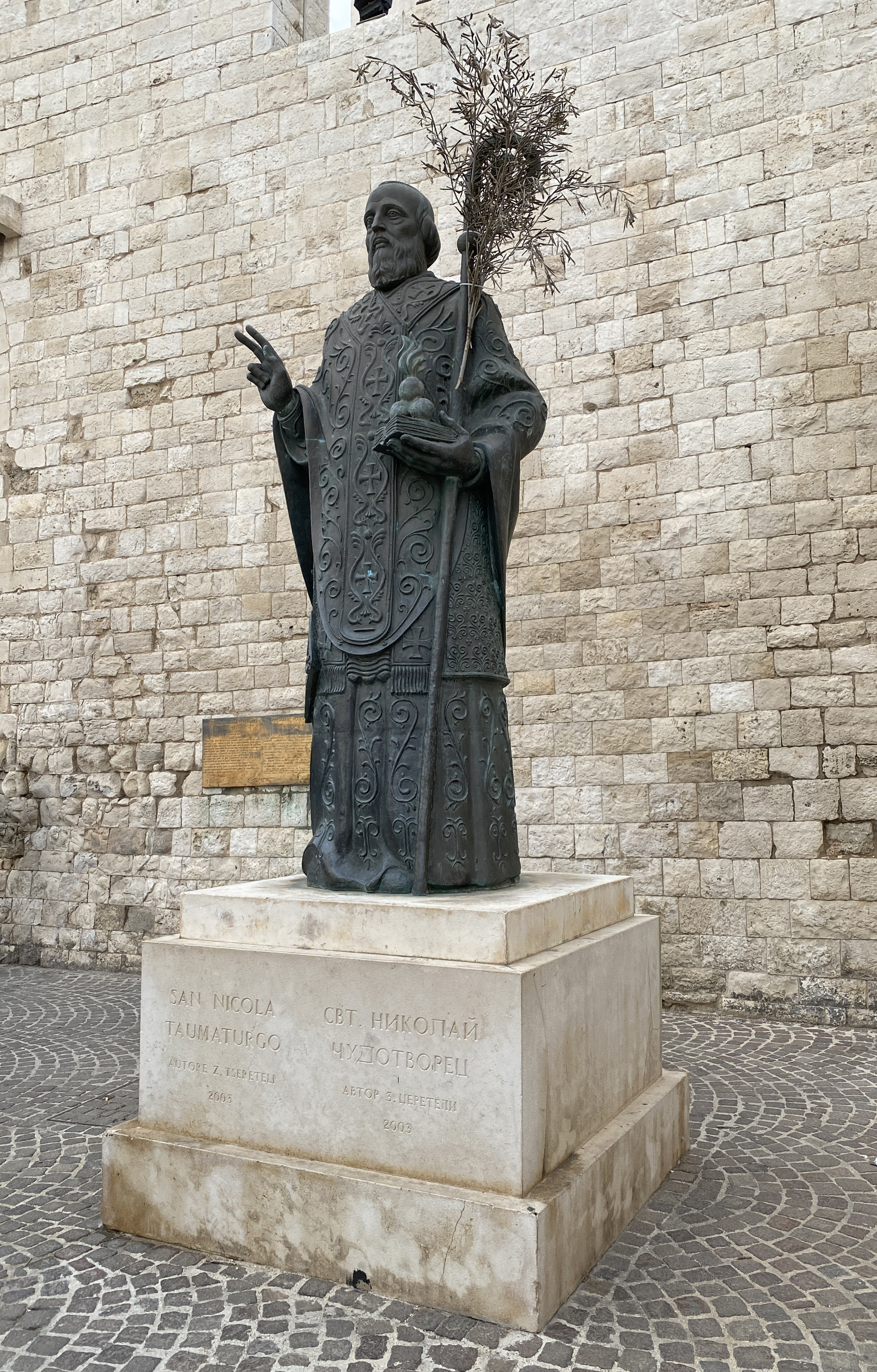
La statua di San Nicola davanti alla basilica

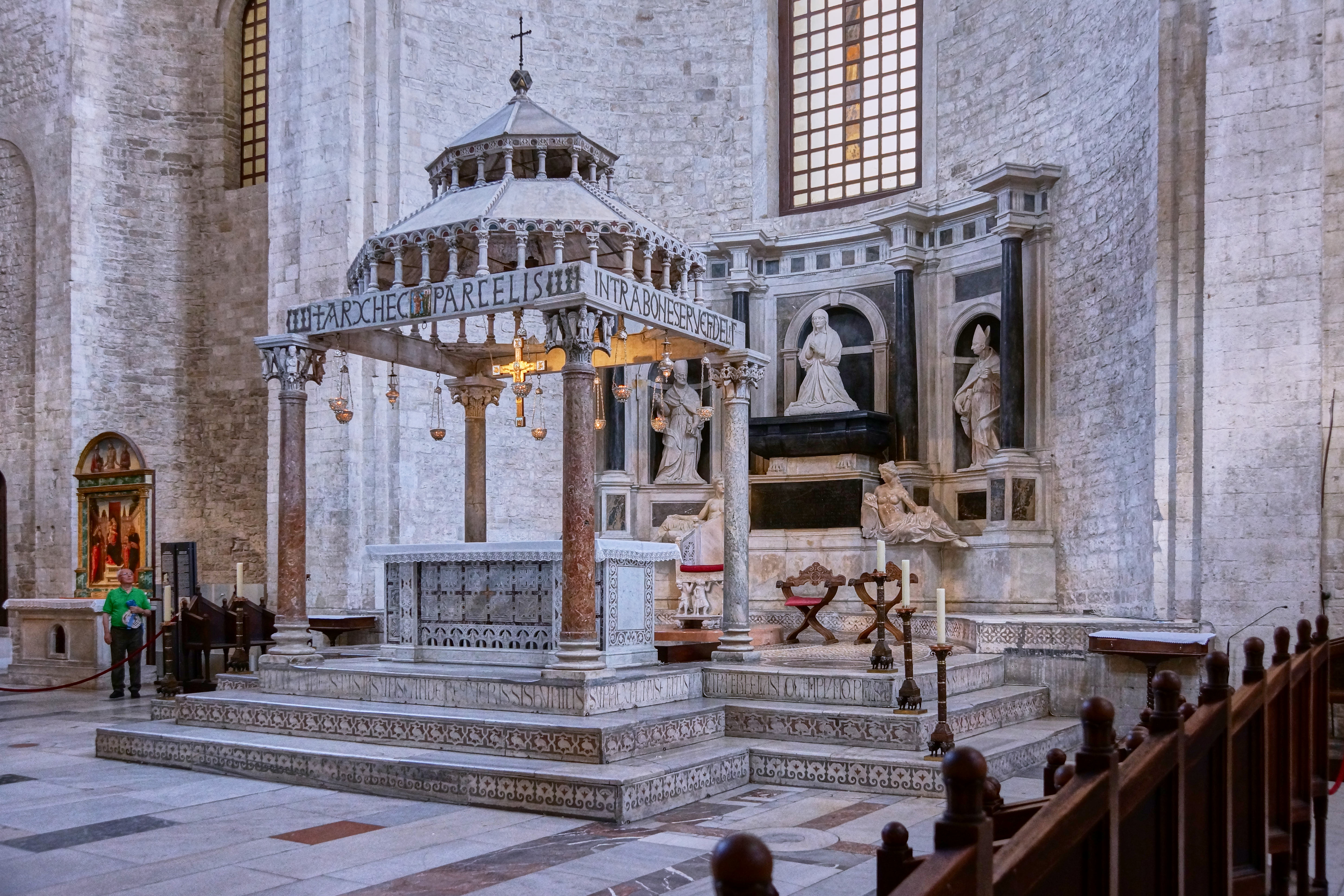
Il ciborio

Fu costruita in stile romanico tra il 1087, data della donazione di Ruggero Borsa al vescovo Ursone della corte del catapano su cui insiste l'attuale basilica, e il 1197 in tre probabili fasi successive. L'edificazione della basilica è legata alle reliquie di san Nicola, trafugate, almeno per la parte più consistente, da sessantadue marinai baresi dalla città di Mira, in Licia, e giunte a Bari il 9 maggio 1087.
Le reliquie vennero ospitate provvisoriamente presso il monastero di san Benedetto retto dall'abate Elia, il quale promosse subito l'edificazione di una nuova grande chiesa per ospitarle. Fu scelta l'area che sino a pochi anni prima aveva ospitato il palazzo del catapano (governatore) bizantino, distrutto durante la ribellione per le libertà comunali e che Roberto il Guiscardo aveva donato l'anno prima all'arcivescovo Ursone; i lavori furono avviati a luglio dello stesso anno. Il 1º ottobre 1089 le reliquie furono trasferite nella cripta della basilica da papa Urbano II giunto appositamente a Bari.
La costruzione della basilica, frutto di almeno tre fasi successive, si concluse nel 1197, anno a cui risale una pergamena che parla della Basilica già "constructa". La lapide di consacrazione del 1197, che alcuni interpretano come fine dei lavori, era un atto devozionale dell'imperatore Enrico VI che, a ricordo del padre Federico Barbarossa, partiva per la Crociata chiedendo la benedizione di san Nicola. 
Fino al Concordato del 1929 la basilica era chiesa palatina (come, per esempio, l'altro grande centro spirituale pugliese, il Santuario di Monte Sant'Angelo) ossia di patronato Reale ed esente dalla giurisdizione dei vescovi locali (si veda il decreto della Congregazione Concistoriale del 6 dicembre 1919 riguardante i poteri del Gran Priore della Basilica di Bari) ed era riccamente dotata fino alle modifiche amministrative imposte dal nuovo Stato Italiano, in ultimo nel 1915. 
Nel 1968, Paolo VI elevò il tempio alla dignità di basilica pontificia promulgando la costituzione apostolica Basilicae Nicolaitanae, motivato dal contributo e "dall'impulso al movimento ecumenico".
La basilica ricevette inoltre un intervento di restauro tra il 1925 e il 1930 che ne rimosse le sovrastrutture barocche, fu restaurata la cripta che conserva le reliquie del santo e fu ripristinato lo stile romanico pugliese.

## Descrizione

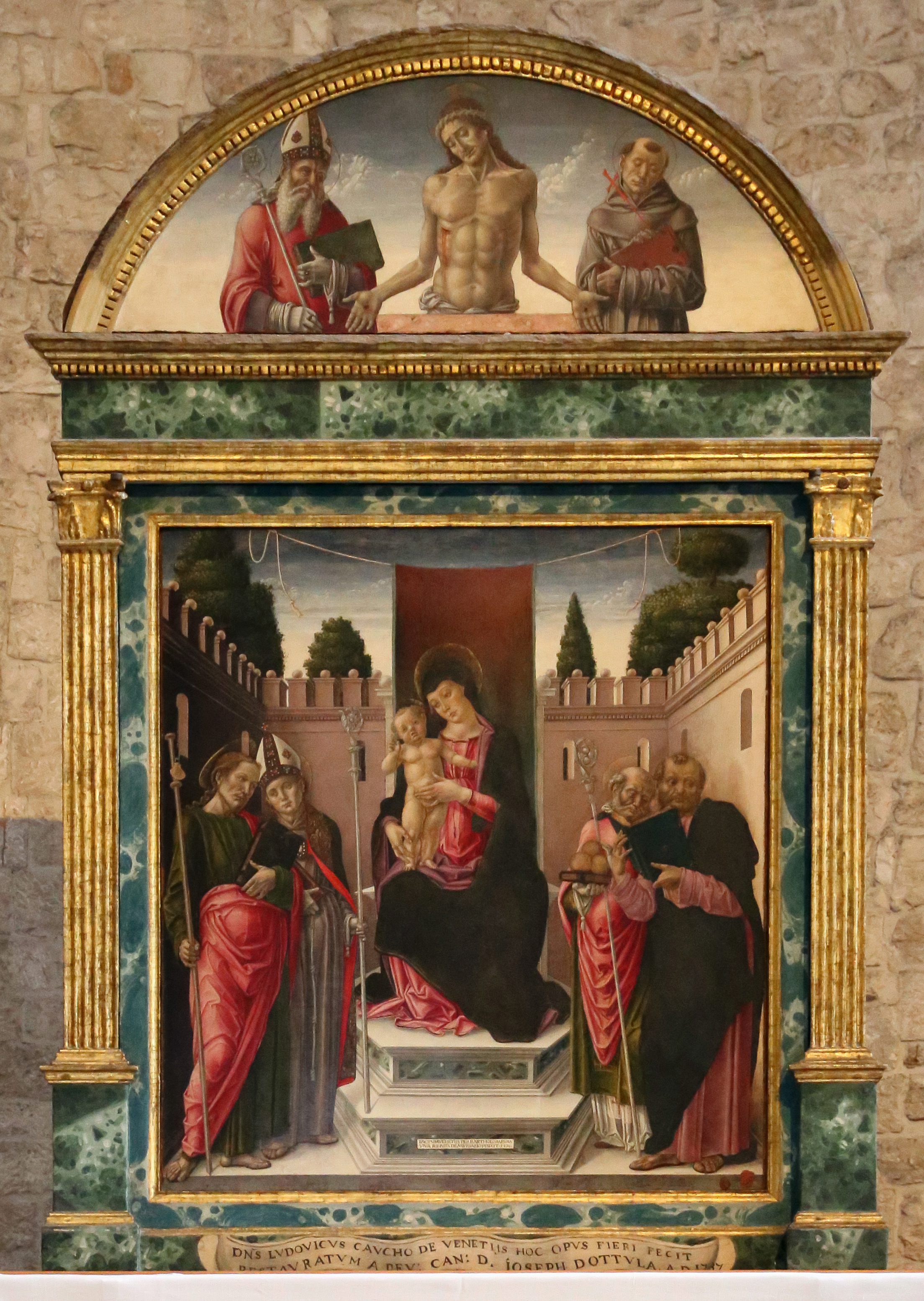
Bartolomeo Vivarini, Madonna e santi

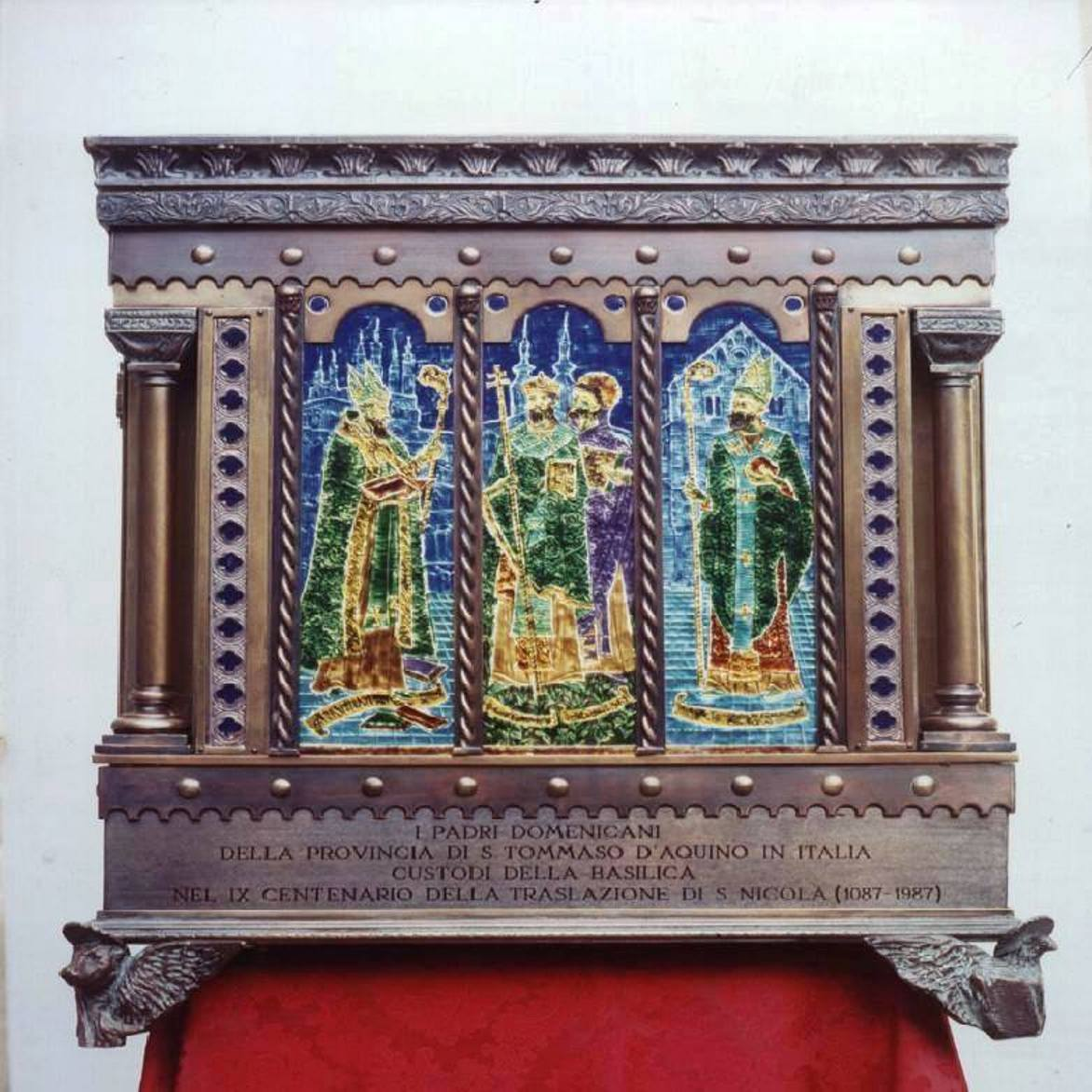
Tabernacolo (sbalzo su argento) nella Cappella di San Martino

La basilica, considerata uno dei prototipi delle chiese romanico-pugliesi, sorge isolata a poca distanza dal mare.
La facciata a salienti, semplice e maestosa, è tripartita da lesene, coronata da archetti e aperta in alto da bifore e in basso da tre portali, dei quali il mediano, a baldacchino su colonne, è riccamente scolpito. Due torri campanarie mozze, di diversa fattura, fiancheggiano la facciata. I fianchi si caratterizzano per le profonde arcate cieche (sopra le quali corrono loggette a esafore) e le ricche porte. Arcate cieche in basso e bifore in alto animano le alte testate del transetto e la parete continua absidale, ornata al centro da un grande finestrone. All'interno, la basilica presenta uno sviluppo planimetrico a croce latina commissa. Sembra avere uno sviluppo longitudinale, ma non è così.
È divisa in tre navate da dodici colonne di spoglio (sei per lato, con le prime quattro binate, cioè affiancate a coppie). Il ritmo della navata centrale, con copertura a capriate, è scandito da tre arconi trasversali, aggiunti nel XV secolo in seguito a un terremoto che aveva reso pericolante l'intera costruzione. Mentre i primi due si impostano sulle prime quattro coppie di colonne binate, l'ultimo arcone è retto da due massicci pilastri compositi, posti quasi a metà della navata stessa.

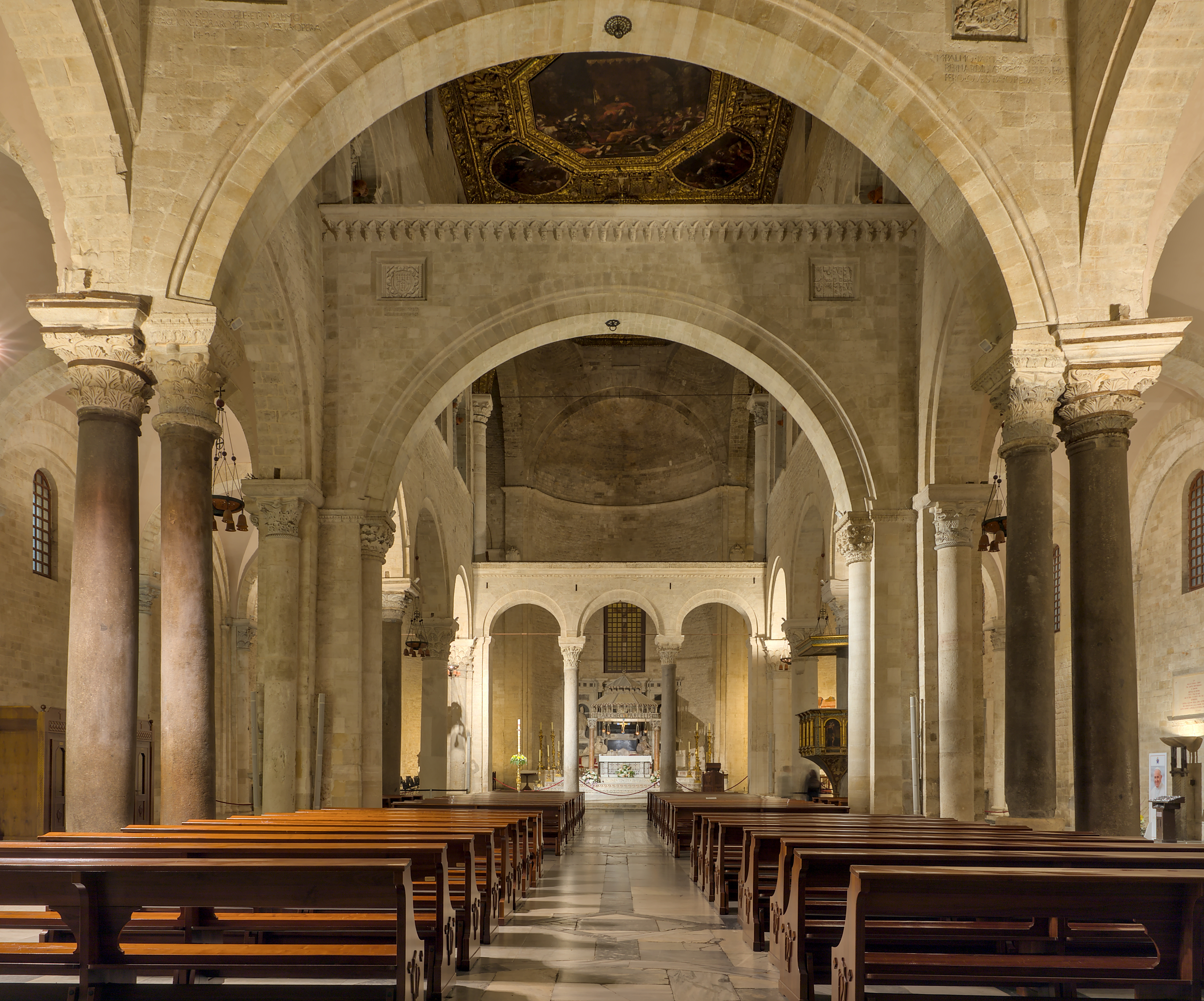
Interno della basilica

Al di sopra degli archi c'è il piano del matroneo a trifore. Il soffitto è intagliato e dorato accompagnato con riquadri dipinti del XVII secolo. Tre solenni arcate su graziose colonne dividono la navata centrale dal presbiterio. L'altare maggiore è sormontato da un ciborio del XII secolo.
Nell'abside centrale degno di nota è il pavimento con tarsie marmoree e con motivi orientaleggianti dei primi decenni del XII secolo assieme alla vigorosa sedia episcopale marmorea del 1105 e anche al monumento di Bona Sforza, regina di Polonia, di scultori del tardo Cinquecento.
Nell'altare dell'abside destro è presente un trittico di Andrea Rizo da Candia del XV secolo; nella parete retrostante sono vari resti di affreschi trecenteschi. Sulla destra il ricco altare di San Nicola, in lamina d'argento sbalzato del 1684. Nell'abside sinistro campeggia una pala d'altare raffigurante la Madonna col Bambino in trono e i santi Giacomo, Ludovico, Nicola di Bari e Marco, sovrastata una cimasa che raffigura il Cristo in pietà fiancheggiato dai santi Gregorio e Francesco eseguita da Bartolomeo Vivarini nel 1476.
Una curiosità sono i mattoni con iscrizioni arabe innestati nei muri laterali; si tratta di materiali di risulta di una precedente costruzione risalente all'emirato arabo di Bari.

### Ciborio
Il ciborio soprastante l'altare, realizzato prima del 1150, è il più antico della Puglia. Quattro colonne di marmo antico, le antistanti in breccia rossa, le posteriori in breccia viola, sostengono il baldacchino, composto da due tiburi piramidali a base ottagonale sovrapposti, sorretti da due serie di colonnine con articolati capitelli. L'elaborato riprende un motivo romano, affermando in tal modo esplicitamente richiami al classicismo. Splendidi sono i capitelli che concludono le colonne databili del terzo decennio del XII secolo. Quelli anteriori recano figure angolari di angeli, quelli posteriori sono ornati, uno da pròtomi di ariete e uccelli, l'altro da motivi vegetali.

### Cattedra dell'abate Elia

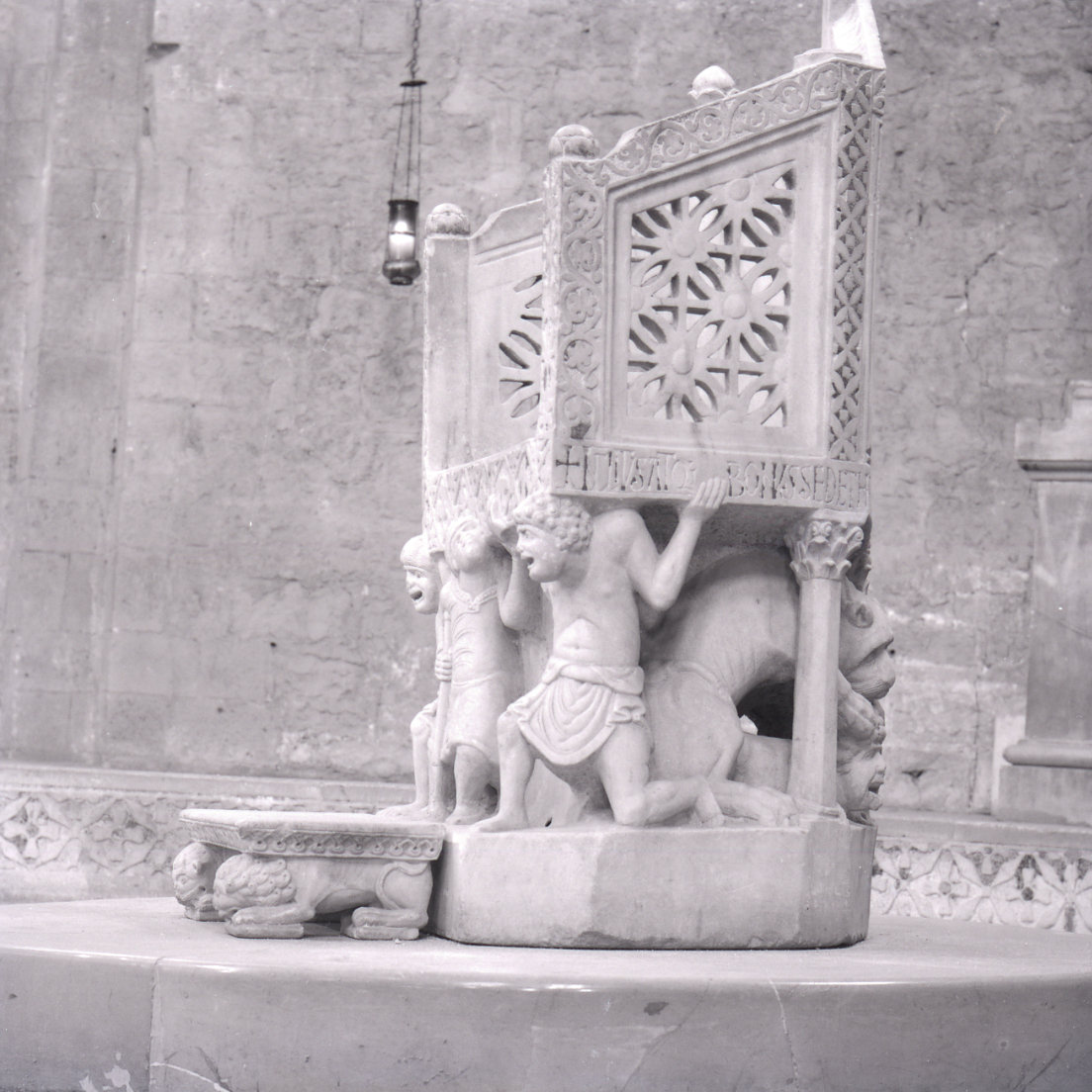
La cattedra del vescovo Elia

All'interno della basilica è conservato uno dei maggiori capolavori scultorei del romanico pugliese: una cattedra episcopale realizzata al termine dell'XI secolo.
La cattedra è ubicata dietro al ciborio, al centro del presbiterio e del mosaico che la riveste. Caratterizzata da un'ornamentazione molto curata, operata in parte a niello, ha il sedile elegantemente traforato negli alti braccioli, sostenuto da espressive figure in altorilievo e a tuttotondo, i telamoni. Sul dorso ci sono due leonesse intente a sbranare due uomini.
Da un'iscrizione posta sul retro del sedile, che lega l'opera alla figura dell'abate Elia, arcivescovo di Bari e Canosa, si è fatto risalire il lavoro agli anni tra il 1098 e il 1105. Se tale datazione fosse accertata, la cattedra costituirebbe uno dei primi lavori del romanico pugliese. In realtà l'opera è da collocarsi più probabilmente nella prima metà del XII secolo per la vitalità e la maturità dei rilievi.

### Cripta
Due scaloni al termine delle navate laterali conducono nella cripta triabsidata, vasta quanto il transetto e sostenuta da 26 colonne varie abbellite da capitelli romanici. Sotto l'altare centrale della cripta riposa il corpo di san Nicola. Una delle absidi laterali è destinata al culto ortodosso. Vi sono, inoltre, 36 campate con le corrispondenti volte a crociera. La zona dell'altare dove riposano le reliquie del santo è rivestita da un mosaico pavimentale di eccezionale ricchezza di materiali provenienti da diverse aree geografiche. Nell'angolo vicino all'ingresso di destra c'è "la colonna miracolosa" o "colonna nell'inferriata".

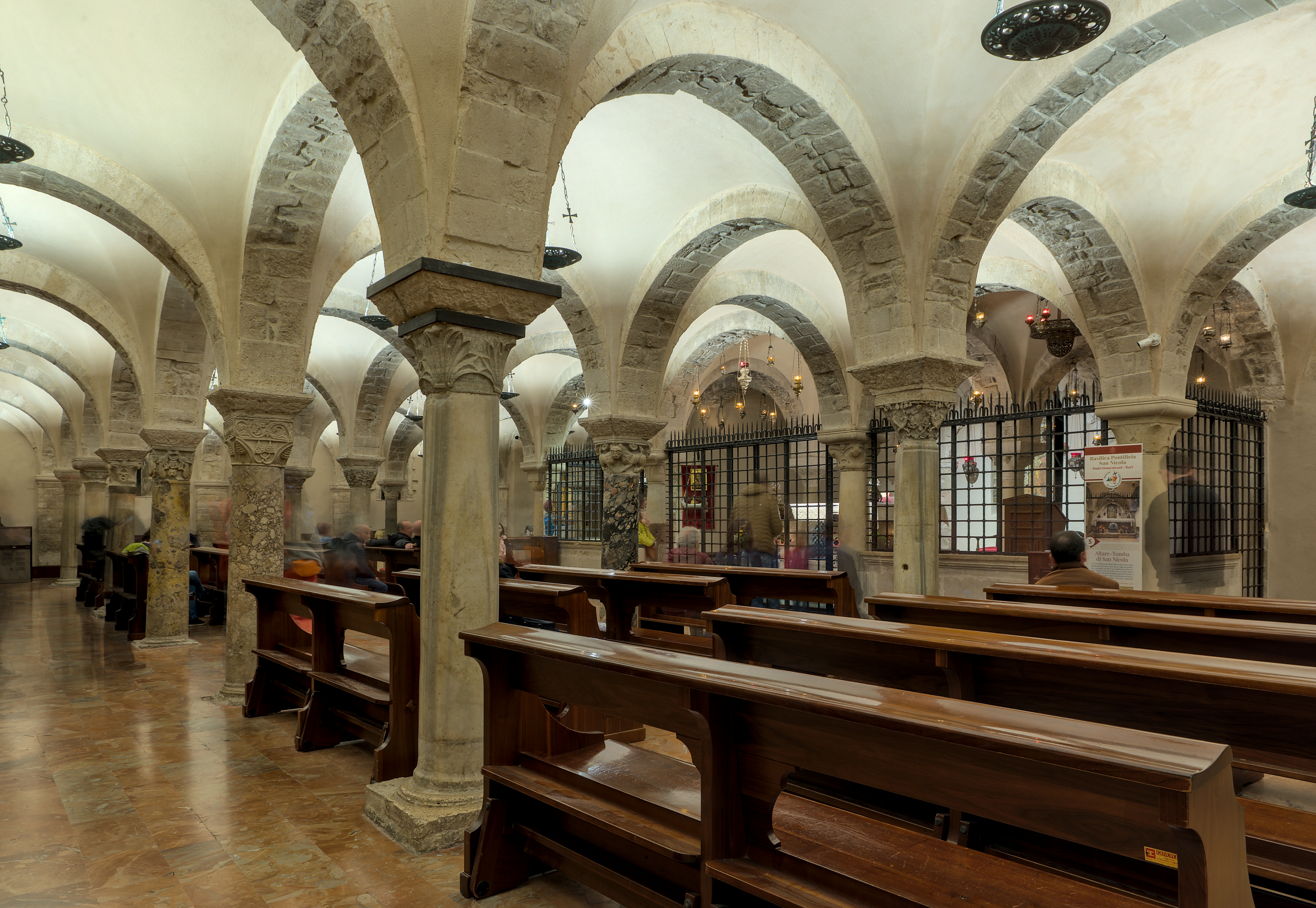
Interno della cripta

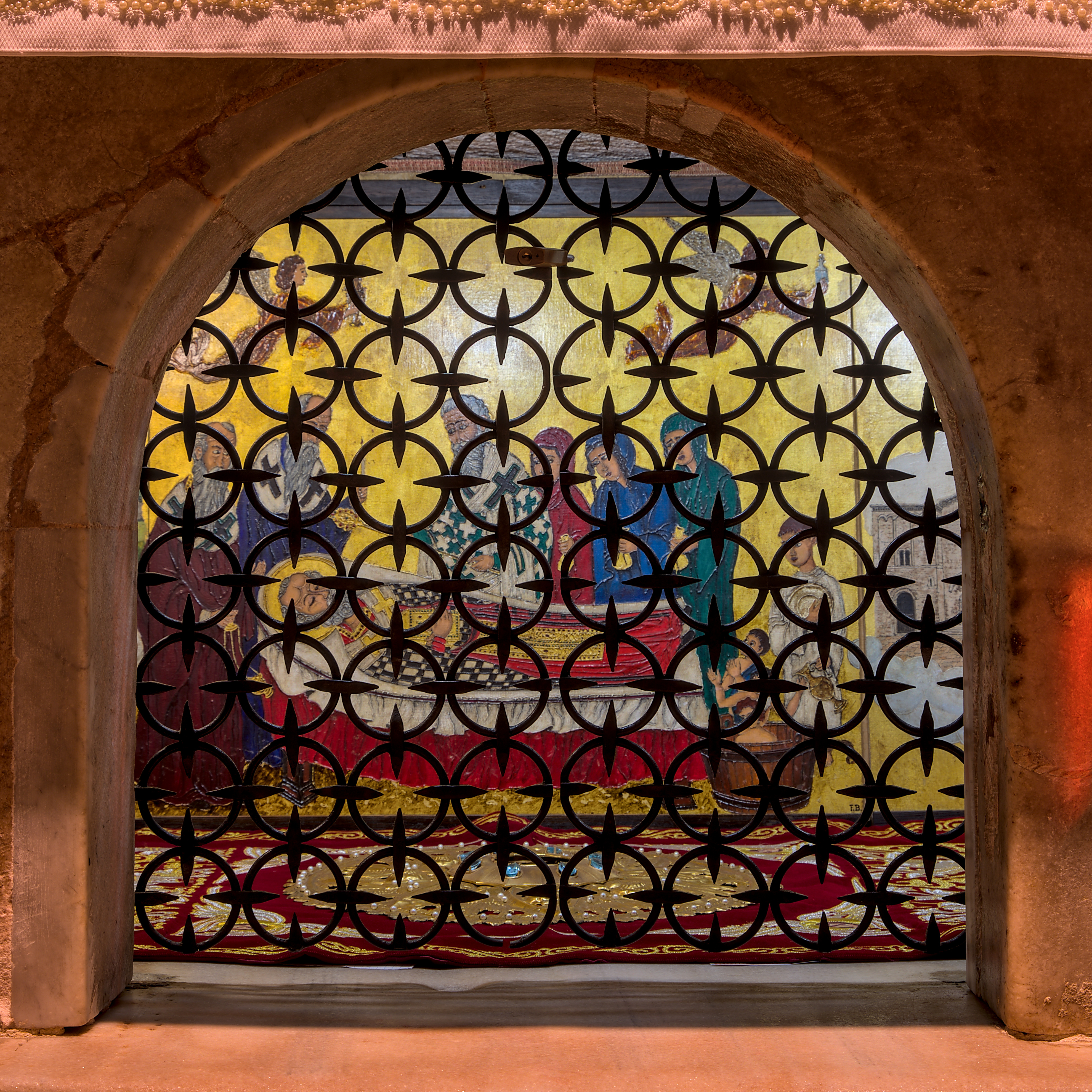
La tomba di san Nicola

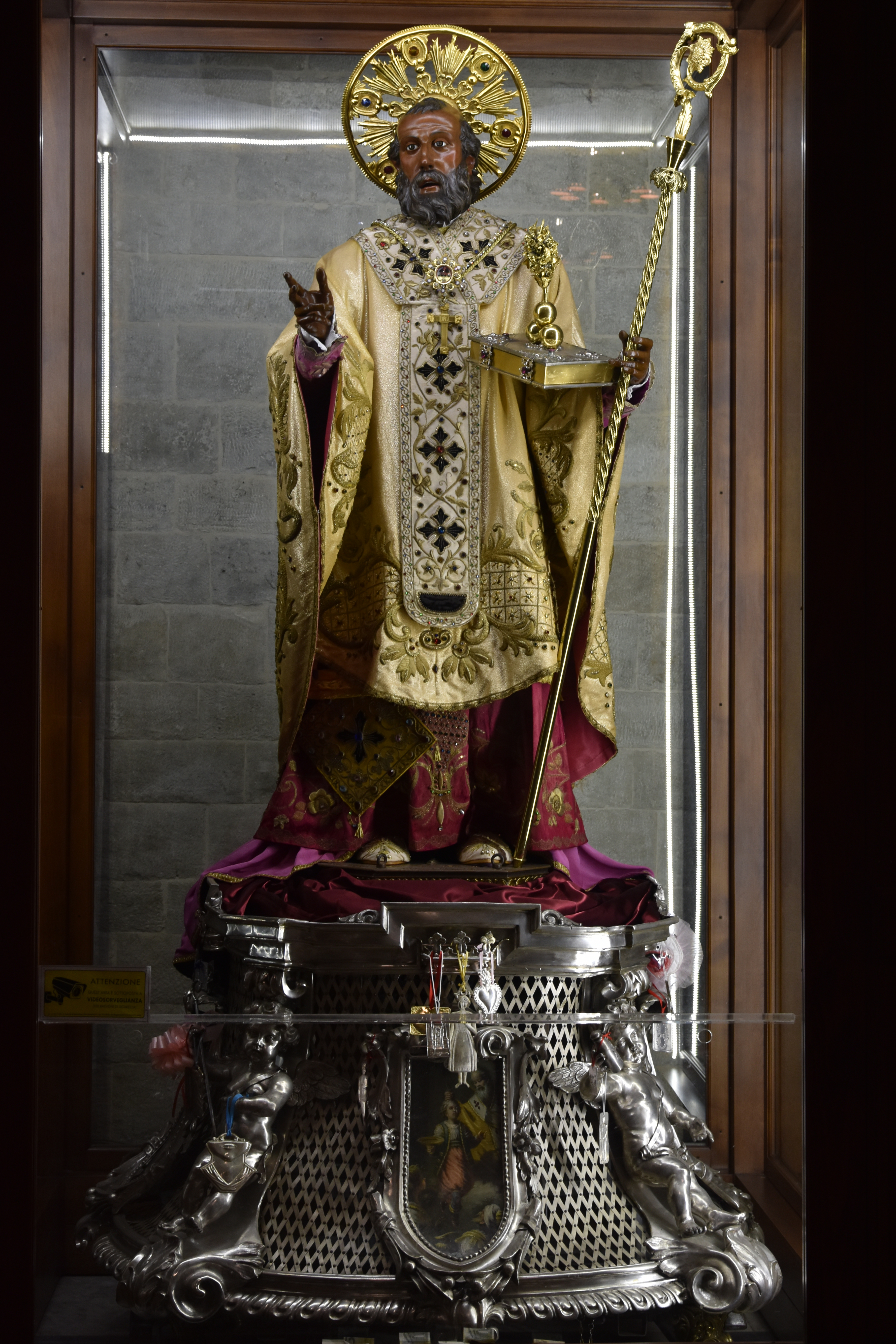
San Nicola di Bari

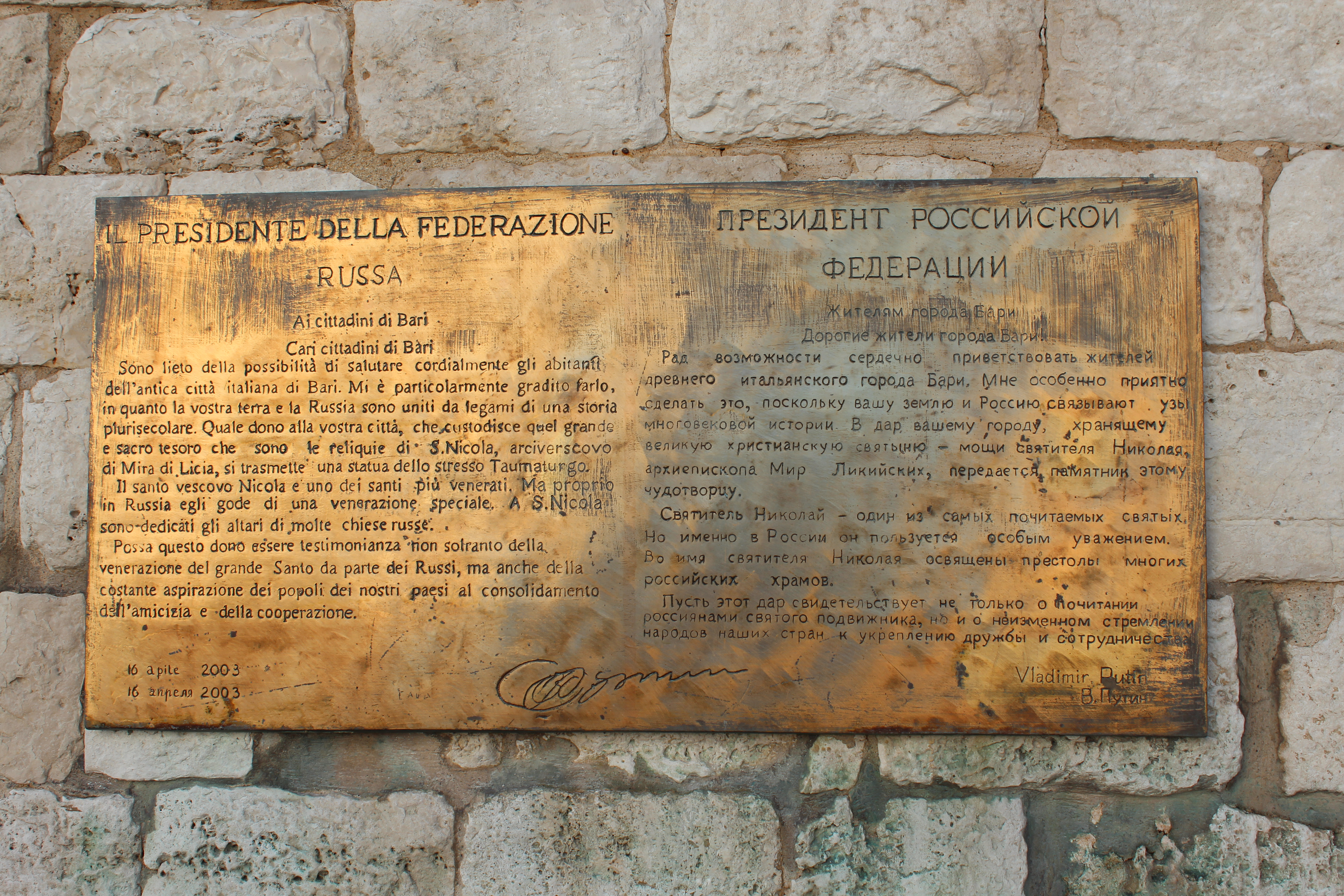
Targa di amicizia firmata dal presidente della Federazione Russa Vladimir Putin

Il 21 maggio e il 28 luglio 2017, per la prima volta negli ultimi nove secoli alcune reliquie di San Nicola il Taumaturgo da Bari sono state (temporaneamente) traslate in Russia, a Mosca e a San Pietroburgo.

## I cristiani ortodossi a Bari
San Nicola di Myra, che da secoli riposa nella basilica omonima, è uno dei santi maggiormente venerati fra i cristiani ortodossi, soprattutto tra gli appartenenti alla Chiesa ortodossa serba.
La basilica rappresenta uno dei pochi luoghi frequentati contestualmente da fedeli appartenenti a diverse confessioni cristiane. Dopo la fine dei regimi comunisti e la conseguente apertura dei paesi dell'Europa dell'Est al turismo e ai rapporti con il mondo estero, ha rappresentato uno degli snodi privilegiati del turismo legato ai pellegrinaggi religiosi.